# Rodrigo Beenkens
Rodrigo Beenkens, né le 9 septembre 1963 à Etterbeek, est un commentateur sportif belge francophone. De mère portugaise, il maîtrise la langue lusitanienne, ce qui lui permet d'interroger avec aisance les sportifs portugais et brésiliens. Il pratique également couramment le néerlandais, l'allemand, l'espagnol, l'anglais et l'italien. Ses sports de prédilection sont le cyclisme et le football, qu'il commente régulièrement sur les chaînes de la RTBF, où il occupe le poste de secrétaire de rédaction.

## Biographie
Rodrigo Beenkens fait ses humanités à l'Institut Sainte-Begge d'Andenne[réf. nécessaire] et à Godinne au Collège Saint-Paul (Godinne). Après un diplôme de candidature en droit, obtenu à l'Université de Namur, il obtient deux masters, l'un en communication, l'autre en journalisme, à l'Université catholique de Louvain. Il consacre son mémoire de fin d'études à Luc Varenne, le célèbre journaliste sportif belge.
Il fait ses débuts à la RTBF le 21 mars 1988, où il commence par réaliser des résumés du football espagnol. Aux jeux Olympiques de 1988, il a l'occasion d'endosser pour la première fois le rôle de commentateur, et doit se contenter de disciplines peu médiatisées, sa première expérience étant une compétition d'haltérophilie.
Depuis 1990, il commente le Tour de France et la plupart des classiques cyclistes pour la RTBF (à l'exception des années où la coupe du monde de football se dispute). Ainsi, en 2024, il a commenté son trentième Tour de France. Grâce à une documentation exceptionnelle des palmarès sportifs et aux statistiques qui en découlent, ses commentaires ont une profondeur historique que l'on retrouve peu chez ses collègues belges ou français. Par exemple, lors de la traditionnelle échappée du matin, il est capable de retracer la carrière de chaque coureur mettant par là même en lumière les « sans-grades » du peloton. 
Il présente face caméra ses excuses aux téléspectateurs lors de l'affaire de dopage de Lance Armstrong et ses maillots usurpés. Il s'exprime ainsi : « Involontairement, j'ai déformé des résultats, détourné votre attention avec virtuosité sans la réflexion préalable. J'étais là pour vendre du rêve. Je vous ai vendu du mensonge et de la tricherie. C'est irréparable. Si Lance Armstrong passe pour Pinocchio, moi je me sens un peu comme Dingo. Comme lui, pour ma défense, je n'ai que ma bonne foi. J'ai toujours eu un souci d'honnêteté envers le téléspectateur. Ici, j'ai été aveugle et j'ai échoué. C'est pourquoi, je présente toutes mes excuses aux téléspectateurs de la RTBF. »
Il est un ami personnel d'Eddy Merckx et de Marc Wilmots. Il est également le consultant-journaliste de La Tribune de 2007 à 2020 et commente tous les matchs de l'équipe belge de football de 2012 à 2020.
Lors de la Coupe du monde de football de 2018, en commentant le match Belgique-Japon en huitièmes de finale, alors que le Japon mène par 2 à 0, Rodrigo Beenkens perd, selon ses propres dires, « les pédales » en critiquant vivement le sélectionneur Roberto Martinez. Le journaliste reconnaît qu'il est passé de son rôle de commentateur à celui de supporteur.